# Торрекуадрада-де-Моліна
Торрекуадрада-де-Моліна (ісп. Torrecuadrada de Molina) — муніципалітет в Іспанії, у складі автономної спільноти Кастилія-Ла-Манча, у провінції Гвадалахара. Населення — 19 осіб (2010).
Муніципалітет розташований на відстані близько 160 км на схід від Мадрида, 120 км на схід від Гвадалахари.
На території муніципалітету розташовані такі населені пункти: (дані про населення за 2010 рік)
- Отілья: 10 осіб
- Торрекуадрада-де-Моліна: 9 осіб

## Демографія
Динаміка населення (INE ):

## Галерея зображень

Розташування муніципалітету у провінції Гвадалахара
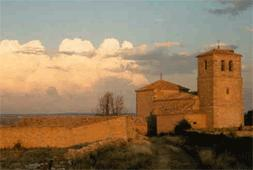
Церква у Торрекуадраді